# Francis Lee Jaques
Francis Lee Jaques (ur. 28 września 1887 w Geneseo, zm. 24 lipca 1969 w North Oaks) – amerykański artysta, malarz naturalista, ilustrator i rysownik, podróżnik.

## Życiorys
Francis Lee Jaques urodził się w Geneseo, małym miasteczku w amerykańskim stanie Illinois. Jego rodzicami byli Ephraim Parker Jaques i Emma Jane, z domu Monninger. W 1899 rodzina przeprowadziła się do Elmo w stanie Kansas, gdzie przy pomocy krewnych ze strony Monningerów zakupili farmę. Ojciec Francisa był zapalonym myśliwym i traperem, a syn, od czasu gdy dorósł, towarzyszył mu w wyprawach. Już od dzieciństwa zdradzał zamiłowanie do rysunku, po przeprowadzce na farmę dotychczasową tematykę: budynki, pociągi i małomiasteczkowe ulice, zastąpiły szkice dzikich zwierząt i natury. Rozwijał się również jego warsztat: do dotychczasowych szkiców ołówkiem czy węglem doszły pastel i akwarela. W 1902 Francis Lee dołączył kilka swych rysunków do korespondencji ojca, zawierającej artykuły dotyczące myślistwa, skierowanej do pisma "Field and Stream". Zostały one zaakceptowane przez redakcję i opublikowane.
Wiosną 1903 roku rodzina Jaquesów sprzedała nieopłacalną farmę w Kansas i wyruszyła w drogę do hrabstwa Aitkin w Minnesocie, gdzie zakupili nową. Podróż, odbyta w całości na konnym wozie, trwała sześć tygodni. Na nowym miejscu Francis Lee również poświęcał wiele czasu polowaniom i obserwacji natury, cały czas rysując. W 1906 roku został pracownikiem warsztatu taksydermistycznego w Aitkin, który rok później nabył od dotychczasowego właściciela za 10 dolarów. Prowadził go do 1916 roku. Ponieważ specyfiką tej pracy była jej intensywność głównie w sezonie zimowych polowań, od 1913 roku znalazł sobie dodatkowe zajęcia latem: początkowo jako strażak, następnie robotnik kolejowy w Iron Range Railway. Dotychczasowa edukacja Francisa Lee Jaquesa odbywała się w domu bądź jednoklasowych szkołach wiejskich. W 1916 roku ukończył kurs inżynierski i podjął pracę w Great Northern Power Company w Duluth. W grudniu 1917 roku został powołany do wojska i po odbyciu przeszkolenia wysłany do Francji. Do zawieszenia broni w listopadzie 1918 roku stacjonował w miejscowości Saint-Émilion.
Po demobilizacji, wobec kłopotów ze znalezieniem pracy, zatrudnił się jako robotnik fizyczny w stoczni. Wkrótce, dzięki namowom przyjaciół, zdecydował się wykorzystać swoje uzdolnienia artystyczne. Podjął pracę w firmie graficznej w Duluth, jednocześnie pobierając lekcje malarstwa od Clarence’a Rosenkrantza. Zaczął poszukiwać zajęcia poza Minnesotą. W 1924 wysłał kilka wykonanych z natury rysunków dzikich ptaków do doktora Franka Chapmana, ornitologa z nowojorskiego Muzeum Historii Naturalnej. Ten zaoferował mu zatrudnienie w muzeum. Miał pracować przy opracowywaniu nowych projektów wystawowych, jako malarz panoram tła dioram. Jedną z jego pierwszych prac było wykonanie dekoracji malarskiej wnętrza kopuły w pawilonie ornitologicznym: nieba z namalowanymi różnymi gatunkami ptaków wodnych.
W ramach opracowywania kolejnych ekspozycji, muzeum organizowało specjalne wyprawy, na których artyści szkicowali oryginalne krajobrazy, wykorzystywane później przy tworzeniu projektów wystaw. Pierwszą zagraniczną podróżą Francisa Lee Jaquesa była ekspedycja do tropikalnych lasów w Panamie. Prosto stamtąd został wysłany do Peru, gdzie miał zbierać materiały do ilustracji książki Oceanic Birds of South America Roberta Cushmana Murphy’ego. Następną była ekspedycja na Bahamy, na pokładzie jachtu „Seminole”. W przerwie między podróżami poznał w Nowym Jorku Florence Page (1890–1972), początkującą pisarkę. Pobrali się w 1927. Ich podróż poślubna, w kanu po wodach na pograniczu Minnesoty i Ontario, została opisana przez Florence a zilustrowana przez Francisa Lee w wydanej w 1938 roku książce Canoe Country. Była to pierwsze z ośmiu ich wspólnych wydawnictw.
W 1928 Jaques wziął udział w ekspedycji szkunera „Effie M. Morrissey” na Alaskę, Aleuty i wody Oceanu Arktycznego. W 1934 z kolei w sześciomiesięcznym rejsie jachtu „Zaca” na południowy Pacyfik, podczas której odwiedził między innymi Markizy, Tuamotu, Galapagos, Tahiti, Pitcairn, Wyspę Wielkanocną i pacyficzne wybrzeże Ameryki Południowej. Owocem tych i innych wypraw były kolejne murale w Amerykańskim Muzeum Historii Naturalnej. Poza tym był ilustratorem wielu wydanych w latach 40. i 50. książek zoologicznych, jak na przykład South American Zoo Victora von Hagena, Mammals of North America Victora Cahalane'a, My Wilderness: the Pacific West Williama O. Douglasa czy prac Sigurda Olsona. Pomimo przejścia na emeryturę w 1942 roku, Jaques nadal pracował przy projektach wystaw i ekspozycji, nie tylko w Nowym Jorku, ale również w Muzeum Nauki w Bostonie, Peabody Museum of Natural History (Uniwersytetu Yale), University of Nebraska Museum i innych. W 1953 roku wraz z żoną powrócił do Minnesoty.
Późna twórczość Francisa Lee Jaquesa to głównie naturalistyczne obrazy olejne, akwarele i pastele, przedstawiające zarówno dziką przyrodę Stanów Zjednoczonych i Kanady, jak i nawiązujące do odbytych przez niego podróży. W latach 60. związał się z ruchami ekologicznymi i kontestującymi amerykańskie zaangażowanie w Wietnamie. Ostatnie lata życia spędził w North Oaks w Minnesocie, gdzie wraz z żoną opracował swą biografię, Francis Lee Jaques: Artist of the Wilderness World. Po jego śmierci znaczna część dzieł oraz zbiorów i pamiątek z wypraw została przekazana do James Ford Bell Museum of Natural History w Minneapolis.